# 台湾の鉄道駅一覧
| あ - か行 | さ行 | た行 | な - わ行 |

台湾の鉄道駅一覧（たいわんのてつどうえきいちらん）では、台湾の鉄道駅を50音順に並べ、分類を行う。なお、開業予定駅、計画駅も含む。